# Фряновское шоссе
Региона́льная автомоби́льная доро́га 46К-7120 (Фря́новское шоссе́, ранее Р110) — автомобильная дорога на северо-востоке Московской области межмуниципального значения Щелково — Фряново. Проходит по территории Щелковского района.

## История
Хомутовский тракт  («Хомутовка»)  по названию села Хомутово, ныне г. Щелково ранее проходил на северо- востоке Московской губернии между Троицким трактом и Стромынским трактом («Стромынкой»).  В самом селе Хомутово на левом берегу р. Клязьма тракт разделялся на два ответвления - на старую и новую дороги. Старая дорога от села шла левее на д. Сабурово  и далее на с. Петровское  с пересечением Троицкого тракта, со временем утратила свою значимость и в настоящее время в целом виде не сохранилась.   Более новая ветвь от села шла правее на д. Чижово, ныне г. Фрязино и далее на д. Трубино,  эта дорога и положила началу современному Фряновскому шоссе.

## Маршрут
Фряновское шоссе находится в пределах Щёлковского района за исключением города областного подчинения Фрязино.
Автодорога начинается от примыкания на 13 км с севера к магистрали — Щёлковское шоссе Р103, проходит через городское поселение Щёлково Щёлковского района, далее проходит через город Фрязино, пересекает Московское малое кольцо А107 и заканчивается в посёлке Фряново (36 км) (на существующих километровых столбах шоссе отсчет расстояний ведется от п. Фряново).
Список объектов и расстояния.
- 0 км — примыкание с севера к магистрали — Щёлковское шоссе Р103 на 13 км
- 1,4 км — примыкание слева д. Лёдово (Щёлковский район)
- 2,3 км —  Никольский храм, ул. Московская г.п. Щелково, примыкание с запада Королев, Жегаловский перекресток Никольский храм г. Щелково на Жегаловском перекрёстке

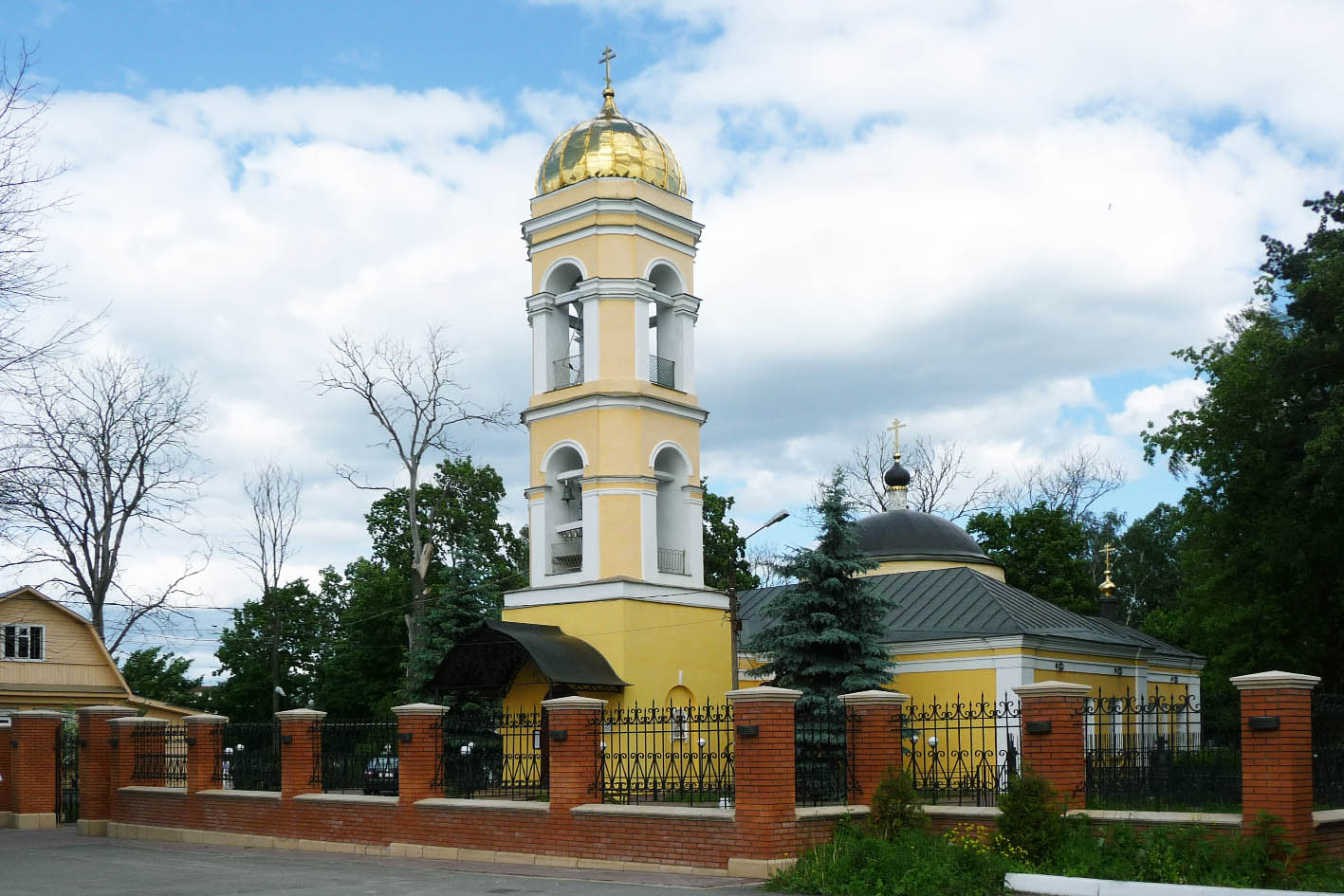
Никольский храм г. Щелково на Жегаловском перекрёстке

- 4,1 км —  Путепровод через железнодорожную хордовую линию Мытищи — Фрязево Ярославского направления Московской железной дороги между платформой Воронок и станцией Щёлково, начало Пролетарского проспекта
- 5,4 км —  мост через Клязьму с транспортной развязкой
- 6,0 км — Окончание Пролетарского проспекта городского поселения Щелково, примыкание слева ул. Талсинская, дорога Ивантеевка — Пушкино
- 6,5 км —  Путепровод, слева гипермаркеты «Глобус»[7], Castorama[8], справа ТЦ «Гранд Плаза»
- 6,8 км —  Мемориал в память погибших в годы ВОВ 1941—1945 гг. «Никто не забыт, ничто не забыто» на Гребневском кладбище
- 8,0 км — бывший пос. РТС
- 9,6 км — начало улицы «Проспекта Мира» примыкание слева ул. Садовая г. Фрязино
- 11,5 км — примыкание справа Новая Слобода, Гребнево Церковь Гребневской иконы Божией Матери (1786) в селе Гребнево

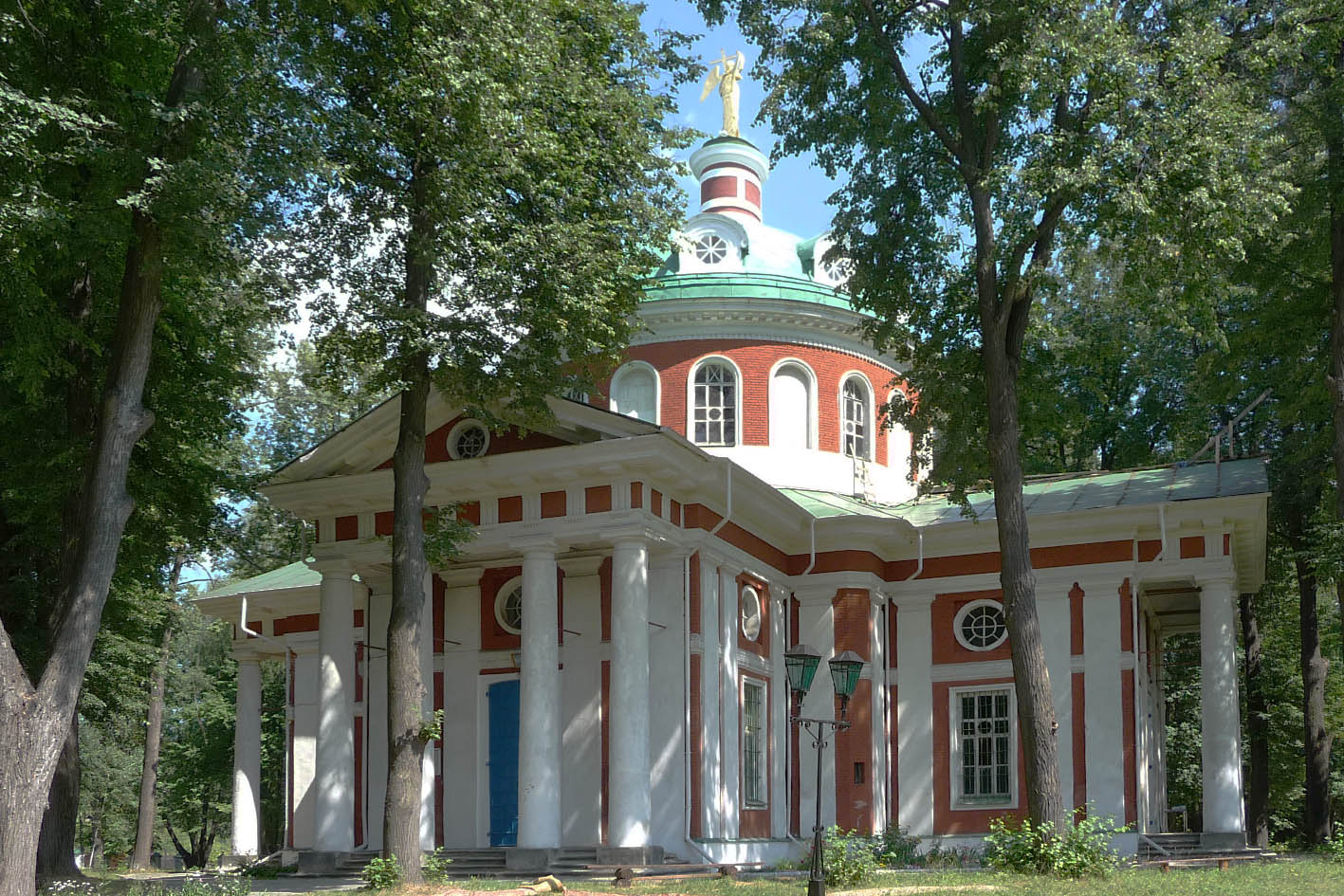
Церковь Гребневской иконы Божией Матери (1786) в селе Гребнево

- 12,6 км — примыкание ул. Окружной проезд Новофрязино
- 15,2 км — Назимиха
- 16 км — Трубино
- 19 км — слева Литвиново, справа примыкание Здехово, Мишнево
- 21 км — Каблуково, справа примыкание Сутоки
- 22 км —  мост через Ворю
- 23 км — Клюквенный
- 24 км — пересечение с Московским Малым кольцом А107
- 25 км — Чёрное озеро
- 28 км — Протасово
- 29 км — Огуднево
- 37 км — примыкание справа Душоново
- 39 км — Малые Петрищи, примыкание слева Малые Жеребцы
- 41 км — пос. Огудневского лесничества
- 42 км — примыкание слева Костыши
- 42 км — примыкание справа Горбуны
- 43 км — примыкание справа Аксеново, Беседы, Ботово, Стромынь
- 43 км — примыкание слева ул. Фабричная, справа ул. Ефремова Фряново.